# Rijndael密钥生成方案
AES（Rijndael）使用一个密钥生成方案把一个短密钥扩展成各轮用于加密的子密钥。该方案的名称就叫做Rijndael密钥生成方案（Rijndael key schedule）。对于不同位数的原始密钥(128, 192, 256)，加密的轮次是不相同的，但每一轮都需要与128位的密钥進行异或，而根据原始密钥生成各轮子密钥的过程就是由Rijndael密钥生成方案完成的。

## 公共操作(Common operations)
在描述密钥生成的流程之前，有必要先阐述Rijndael密钥生成方案所使用的一些公共操作。

### 旋转(Rotate)
对于下面32位的字(十六进制)：
```
1D 2C 3A 4F
```

旋转操作会把它循环左移8位(一个字节)，即左边的高8位会成为右边的低8位，结果如下：
```
2C 3A 4F 1D
```

### 求2的幂次操作(Rcon)
Rcon在Rijndael的参考文档里称为求2的幂次。需要注意的是这个操作不是作用在常规的整数域中的，它是作用在Rijndael有限域中的。2的多项式形式为{\displaystyle 2=00000010=0x^{7}+0x^{6}+0x^{5}+0x^{4}+0x^{3}+0x^{2}+1x+0=b}，计算的公式为：
{\displaystyle {\textrm {rcon}}(i)=2^{i-1}=2*2^{i-2}=2*{\textrm {rcon}}(i-1)}
或者等价于，
{\displaystyle {\textrm {rcon}}(i)=b^{i-1}{\bmod {x}}^{8}+x^{4}+x^{3}+x+1}

## 金鑰排程(The key schedule)
在 AES 中定義了幾個參數：
- N 以 32 位元字組（Word）為單位的金鑰長度，例如：AES-128 為四個字組、AES-192 為六個字組、AES-256 為八個字組。
- R 是需要的回合金鑰數量，例如：AES-128 需要 11 把回合金鑰、AES-192 需要 13 把回合金鑰、AES-256 需要 15 把回合金鑰。
- W0, W1, ... W4R-1 是總共需要擴展的字組數目。

RotWord 被定義為一個左循環移位（1 次移動1 byte）的操作：
{\displaystyle \operatorname {RotWord} ({\begin{bmatrix}b_{0}&b_{1}&b_{2}&b_{3}\end{bmatrix}})={\begin{bmatrix}b_{1}&b_{2}&b_{3}&b_{0}\end{bmatrix}}}
SubWord 被定義為一個利用 AES 的S-box讓字組做非線性轉換的操作：
{\displaystyle \operatorname {SubWord} ({\begin{bmatrix}b_{0}&b_{1}&b_{2}&b_{3}\end{bmatrix}})={\begin{bmatrix}\operatorname {S} (b_{0})&\operatorname {S} (b_{1})&\operatorname {S} (b_{2})&\operatorname {S} (b_{3})\end{bmatrix}}}
最後依照 i 值（{\displaystyle i=0\ldots 4R-1}）做下列運算：
{\displaystyle W_{i}={\begin{cases}K_{i}&{\text{if }}i<N\\W_{i-N}\oplus \operatorname {SubWord} (\operatorname {RotWord} (W_{i-1}))\oplus rcon_{i/N}&{\text{if }}i\geq N{\text{ and }}i\equiv 0{\pmod {N}}\\W_{i-N}\oplus \operatorname {SubWord} (W_{i-1})&{\text{if }}i\geq N{\text{, }}N>6{\text{, and }}i\equiv 4{\pmod {N}}\\W_{i-N}\oplus W_{i-1}&{\text{otherwise.}}\\\end{cases}}}